# Ungaria în timpul celui de-Al Doilea Război Mondial

## Deplasarea spre dreapta
Marea criză economică a provocat o scădere importantă a nivelului de viață a populației maghiare și a făcut ca simpatiile politice ale majorității cetățenilor să se îndrepte spre politicienii de dreapta și de extremă dreapta. În 1932, regentul Miklós Horthy l-a numit ca prim-ministru pe  Gyula Gömbös. Noul premier a schimbat cursul politicii externe maghiare către o mai strânsă cooperare cu Germania Nazistă. Gömbös a semanat un acord comercial cu Germania, care a dus la revigorarea economiei, dar a făcut ca Ungaria să fie dependentă de piețele și materiile prime germane.
Gömbös era promotorul unor reforme sociale, a sistemului monopartit, a revizuirii prevederilor Tratatului de la Trianon și a retragerii Ungariei din Liga Națiunilor. În ciuda eforturilor sale susținute, reformele concepute nu erau ușor de pus în practică, datorită faptului că trebuia să facă față pe de-o parte opoziției parlamentarilor conduși de István Bethlen și pe de altă parte creditorilor Ungariei, care forțau guvernul lui Gömbös să urmeze politicile convenționale de rezolvare a crizei economice și financiare. Alegerile din 1935 i-au oferit lui Gömbös o susținere parlamentară mai solidă, el reușind să obțină controlul asupra ministerelor finanțelor, industriei și apărării și, în plus, a reușit să demită mai mulți ofițeri superiori, pe care i-a înlocuit cu sprijinitorii săi. Gömbös a murit însă în 1936, mai înainte de a-și realiza toate obiectivele politice propuse.
Ungaria s-a folosit de relațiile cu Germania în încercarea de revizuire a Tratatului de la Trianon. În 1938, a repudiat în mod public restricțiile tratatului cu privire la forțele sale armate. Pe de altă parte, Adolf Hitler s-a folosit de un amestec de promisiuni cu privire sprijinul pentru retrocedarea unor teritorii, amenințări cu intervenția armată și presiuni economice pentru a se asigura de loialitatea Ungariei în ceea ce privește sprijinirea politicii naziste. În 1935, a fost fondat Partidul Crucilor cu Săgeți (de orientare fascistă) condus de Ferenc Szálasi. Succesorul lui Gömbös, Kálmán Darányi, a încercat să răspundă presiunilor naziste și a fasciștilor germani cu privire la instituirea unor legi antisemite prin emiterea „Primei legi evreiești”, care a stabilea anumite cote de până la 20% evrei în anumite profesiuni și activități. Această lege nu i-a satisfăcut nici pe naziști nici pe radicalii maghiari, iar Darányi a demisionat în mai 1938 și a fost numit un nou premier în persoana lui  Béla Imrédy.
Încercăriele lui Imrédy de îmbunătățire a relațiilor diplomatice cu Regatul Unit l-au pus la început într-o poziție foarte delicată față de Germania Nazistă și Italia Fascistă. Foarte curând însă, premierul maghiar și-a dat seama că îndepărtarea de linia politică italo-germană nu era o opțiune pe termen lung pentru țara sa, asta și în lumina Anschlussului din martie. În toamna anului 1938, politica externă maghiară a revenit pe făgașul progerman și proitalian. În încercarea sa de cucerire a unei baze politice puternice în dreapta eșicherului politic maghiar, Imrédy a început să-și elimine rivalii din viața politică, ceea ce a dus la scăderea influenței Partidului Crucilor cu Săgeți, partid care a și fost scos în afara legii de guvernul său. Odată cu orientarea tot mai spre dreapta a guvernului să, Imrédy a propus reorganizarea conducerii țării pe baze totalitariste. De asemenea, guvernul său a emis o „A doua lege evreiască”, mult mai aspră decât precedenta. Totuși, oponenții politici ai lui Imrédy l-au forțat pe acesta să demisioneze în februarie 1939, aducând la lumină documente, care dovedeau că bunicul premierului era de origine evreiască. Guvernul noului premier, contele Pál Teleki a aprobat „A doua lege evreiască”, care a schimbat cotele de admisie a evreilor în anumite profesiuni și în afaceri. Mai mult, noua lege definea evreii nu prin apartenența la o religie, ci la o rasă. Astfel, noua lege schimba statutul celor care se convertiseră de la iudaism la creștinism. Până la alegerile din 1939, opinia publică maghiară se îndreptase așa de mult spre extrema dreaptă, încât Partidul Crucilor cu Săgeți a devenit al doilea partid al țării.

## Arbitrajele de la Viena

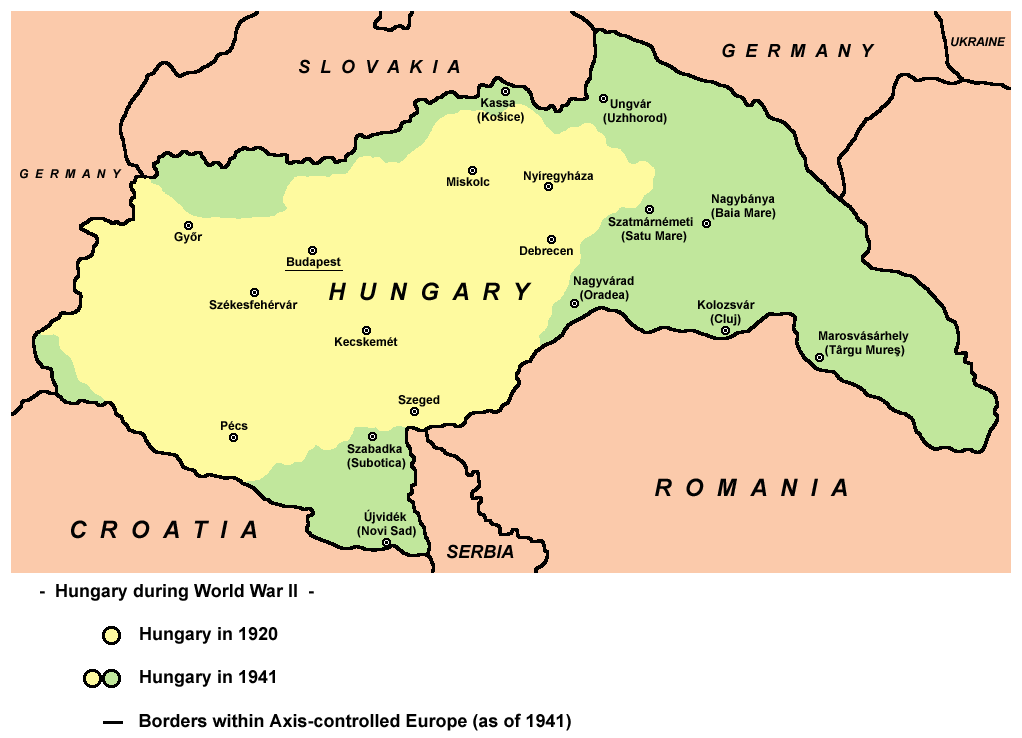
Ungaria în 1920 și 1941

Germania Nazistă și Italia Fascistă au căutat să dea satisfacție ungurilor, care doreau rectificarea prevederilor Tratatului de la Trianon, și au participat la două arbitraje, prin care se făceau importante rectificări teritoriale în favoarea Ungariei.
Pe 2 noiembrie 1939, Primul arbitraj de la Viena a transferat teritorii din sudul Slovaciei și Ruteniei în favoarea Ungariei. Era vorba de o regiune de 11.927 km², cu o populație de 869.299, din care, în conformitate cu recensământul din 1941, 86,5% erau etnici maghiari. Hitler a promis chiar ca întreg teritoriul Slovaciei să fie transferat Ungariei, în schimbul sprijinului militar activ din partea Budapestei în războiul care urma să fie declanșat împotriva Uniunii Sovietice, dar ungurii s-au ferit să se angajeze în acest conflict. În schimb, Horthy a fost de acord cu o revizuire teritorială care să țină seama de liniile de separare etnică.
În martie 1939, Cehoslovacia dispărea ca stat de pe harta politică a Europei, iar Ungaria a ocupat restul Ruteniei. Budapesta a recunoscut statul marionetă slovac condusă de Jozef Tiso. Cu toate acesstea, pe 23 martie 1939, a izbucnit un război de frontieră între Slovacia și Ungaria. Războiul slovaco-maghiar (numit și „Micul război”) s-a încheiat cu ocuparea de către Ungaria a unei fâșii înguste de la frontiera comună.
În septembrie, Italia și Germania a impus României prin Dictatul de la Viena (Al doilea arbitraj), transferarea către Ungaria a jumătății nordice a Transilvaniei. Era vorba de un teritoriu de 43,492 km² cu o populație de  2.578.100 locuitori. Numărul românilor din regiune (după cu arată recensământul efectuat de autoritățile române în 1930) era puțin mai mare decât al restului naționalităților, scăderea proporției lor (în conformitate cu recensământul maghiar din 1941) fiind datorată unor factori precum migrația și asimilarea persoanelor bilingve. Prin împărțirea Transilvaniei între România și Ungaria, Hitler a reușit să-și câștige simpatia Budapestei și și-a asigurat în mod indirect accesul spre zona petrolieră importantă din Prahova.
| Naționalitate/ limba | Recensământul românesc din 1930 | Recensământul românesc din 1930 | Recensământul maghiar din 1941 | Recensământul maghiar din 1941 | Estimări românești din 1940 |
| Naționalitate/ limba | Naționalitatea                  | Limba                           | Naționalitatea                 | Limba                          | Estimări românești din 1940 |
| -------------------- | ------------------------------- | ------------------------------- | ------------------------------ | ------------------------------ | --------------------------- |
| Unguri               | 912.500 38,13%                  | 1.007.200 42,08%                | 1.380.500 53,55%               | 1.344.000 52,13%               | 968.371 39,15%              |
| Români               | 1.176.900 49,15%                | 1.165.800 48,17%                | 1.029.000 39,91%               | 1.068.700 41,45%               | 1.304.898 52,76             |
| Germani              | 68.300 2.85%                    | 59.700 2,48%                    | 44.600 1,73%                   | 47.300 1,82%                   | -                           |
| Evrei/idiș           | 138.800 5,80%                   | 99.600 4,18%                    | 47.400 1,84%                   | 48.500 1,88%                   | 200.000 8,09%               |
| Alții                | 96.800 4,04%                    | 61.000 2,55%                    | 76.600 2,97%                   | 69.600 2,7%                    | -                           |

## Al Doilea Război Mondial
Pe 20 noiembrie 1940, Pál Teleki a semnatul Pactul Tripartit, care fusese inițial o alianță a Germaniei Naziste, Italiei Fasciste și Imperiului Japonez.
În decembrie 1940, premierul maghiar a semnat un efemer „Pact de prietenie eternă” cu Regatul Iugoslaviei. După doar câteva luni, după ce lovitura de stat din Iugoslavia amenința succesul planului de invadare a URSS (Operațiunea Barbarossa), Hitler a cerut Budapestei să se alăture acțiunii militare împotriva Iugoslaviei. Hitler l-a promis ungurilor că le va ceda unele teritorii iugoslave în schimbul sprijinului militar. Din motive care sunt încă neclare, premierul maghiar Teleki s-a sinucis. În fruntea guvernului maghiar a fost numit politicianul de extremă-dreapta László Bárdossy.

### Invadarea Iugoslaviei
La doar câteva zile de la moartea lui Teleki, Luftwaffe au bombardat Belgradul fără niciun avertisment iar trupele terestre germane au invadat Iugoslavia. Horthy a dat ordin Armatei a III-a ungare să ocupe Voivodina. Ungaria a anexat Baranja, Bačka, Međimurje și Prekmurje.

### Războiul din răsărit
Ungaria nu a participat de la început la invadarea Uniunii Sovietice, care a fost declanșată pe 22 iunie 1941, dar Hitler nu cerut de la început ajutorul Ungariei. Numeroși oficiali maghiari au fost în favoarea participării Ungariei la război, pentru a-l împiedica pe Hitler să ia în considerație o eventuală revizuire a frontierei româno-maghiară din Transilvania. Ungaria a intrat în cele din urmă în războiul cu Uniunea Sovietică la începutul lunii iulie, decizie având ca pretext bombardamentul din Košice de la 26 iunie 1941.
Pe 1 iulie 1941, Grupul Carpați maghiar atașat Armatei a 17-a germană, a atacat Armata a 12-a sovietică. Alături de Armata a 17-a germană, grupul maghiar a înaintat adânc în sudul Rusiei. În timpul bătăliei de la Uman (3 – 8 august 1941), corpul mecanizat al Grupului Carpați a format una dintre aripile dublei încercuiri a Armatelor a 6-a și a 12-a sovietice. În timpul acestei lupte, 20 de divizii sovietice au fost distruse sau au capitulat.
În iulie 1941, guvernul maghiar a hotărât transferul a 18.000 de evrei din Rutenia ocupată de Ungaria în Germania. Cei mai mulți dintre acești evrei au fost executați de Sicherheitspolizei la Kamianets-Podilskyi. Doar 2.000 de evrei au supraviețuit asasinatului în masă..  Guvernul Bardossy a emis „A treia lege evreiască” în august 1941 prin care se interziceau căsătoriile interconfesionale și relațiile sexuale cu evreii.
După șase luni de la masacrul de la Kamianets-Podilskyi, trupele maghiare au ucis 3.000 de ostatici sârbi și evrei lângă Novi Sad, ca represalii pentru atacurile rezistenței iugoslave.
Încercând să deschidă calea unor negocieri cu Aliații occidentali, Horthy l-a forțat pe Bárdossy să demisioneze și l-a înlocuit cu Miklós Kállay. Kállay a continuat politica predecesorului său de sprijinire a luptei Germaniei împotriva Uniunii Sovietice, dar în același timp a început negocieri secrete cu Aliații occidentali.
În timpul bătăliei de la Stalingrad, Armata a II-a maghiară a suferit pierderi uriașe. Străpungerea executată de sovietici peste fluviul Don a lovit direct unitățile maghiare. În ianuarie 1943, Armata a II-a maghiară încetase să mai existe ca o mare unitate funcțională.
Negocierile secrete cu englezii și americanii au continuat, dar nu au fost deschise canale de negociere și cu sovieticii. Temându-se de faptul că Ungaria ar încerca să semneze o pace separată cu Aliații, Hitler a ordonat trupelor sale să ocupe țara în martie 1944. Horthy a fost plasat sub regimul arestului la domiciliu. Un sprijinitor fanatic al naziștilor, Döme Sztójay,  a fost numit noul premier al Ungariei. Noul prim-ministru se afla însă sub atenta supraveghere a unui guvernator militar nazist, Edmund Veesenmayer.
În perioada în care la conducerea guvernului maghiar s-a aflat Kállay, evreii au suportat o de represiune politică și economică crescândă, deși numeroși membri ai comunității evreiești au fost protejați într-o oarecare măsură de deportare în lagărele morții (în special în capitală).

### Războiul pe teritoriul maghiar
În martie 1944, naziștii au lansat Operațiunea Margarethe prin care trupele germane au ocupat Ungaria. În țară, trupele de ocupație au început aplicarea soluției finale prin deportarea în masă a evreilor în lagărele morții din Germania și Polonia. Pentru supravegherea deportărilor, locotenent-colonelul SS Adolf Eichmann s-a deplasat în Ungaria. Între 15 mai și 9 iulie, noua administrație maghiară sub conducerea primului ministru, generalul Döme Sztójay, sub atenta supraveghere a germanilor, au deportat 437.402 de evrei, dintre care majoritatea cu fot trimiși în lagătul Auschwitz-Birkenau. La Auschwitz, aproximativ 33% dintre toate victimele asasinatelor în masă naziste au fost de origine maghiară.
In fata presiunilor unor factori internationali, ca de pilda
nuntiul papal, la 7 iulie 1944 Horthy a ordonat oprirea deportărilor evreilor spre lagărele morții din Polonia.
La 29 august 1944, el a reușit să-l înlocuiască pe pro-nazistul Sztójay cu generalul cu vederi mai liberale Géza Lakatos. Noul ministru de interne, Béla Horváth, a ordonat și el încetarea deportărilor cetățenilor maghiari.
În septembrie 1944, forțele sovietice au traversat granița maghiară. Pe 15 octombrie, Horthy a anunțat că Ungaria a semnat un armistițiu cu URSS, dar nu a făcut preparări suficiente și nu a îndrăznit să ordone militarilor sa întoarcă armele împotriva germanilor. Armata maghiară a ignorat armistițiul. Germanii au lansat Operațiunea Panzerfaust, l-au răpit pe fiul lui Horthy, (Miklós Horthy Junior), și astfel l-au forțat pe amiral să abroge armistițiul. Guvernul maghiar al generalului Lakatos  fost răsturnat, fiind numit un nou premier în persoana lui Ferenc Szálasi, liderul fanatic al Partidului Crucilor cu Săgeți. Regentul Horthy  a abdicat în acest moment și a fost trimis de germani în Bavaria.
Ungaria a devenit în scurtă vreme un teatru de război. Szálasi a promis măreție pentru țară și prosperitate pentru țărani, dar, continuând războiul alături de Germania nazistă, nu a adus decât la dezastru pentru Ungaria și armata ei. Szálasi, în cooperare cu germanii, a reînceput deportări - a circa 80,000 de evrei - iar violențele la care se dedau oamenii săi puneau în pericol și viața evreilor rămași în ghetoul organizat în Budapesta. Din cei aproximativ 800.000 de evrei ai Ungariei de după 1941, (care includea și teritorii românești, iugoslave și slovace), doar aproximativ 25% au mai supraviețuit Holocaustului. Mai multe mii de rromi au fost uciși în timpul Poraimosului. Trupele germane în retragere au distrus sistematic căile ferate, drumurile, podurile și sistemele de telecomunicație. Teritoriul și populația maghiară au suferit în egală măsură de pe urma luptelor, bombardamentelor și înaintării armatei sovietice.
În cadrul armatei germane Armeegruppe Fretter-Pico a fost reînființată Armata a II-a maghiară, care și-a trăit ultima perioadă de glorie în toamna anului 1944. În timpul Bătăliei de la Debrețin (16 septembrie – 24 octombrie 1944), Armeegruppe Fretter-Pico a reușit nu numai să evite încercuirea, dar, mai mult, a încercuit la rândul ei trei corpuri de tancuri ale Grupului mobil Pliev. Acest grup distrusese mai devreme în aceeași luptă Armata a III-a maghiară. Succesul a fost obținut cu mari sacrificii din partea maghiarilor, iar resturile Armatelor a II-a au fost incorporate în Armata a III-a pe 1 decembrie 1944.
În octombrie 1944, Armata I maghiară a fost atașată sub comanda Armatei I Panzer germane și a participat la luptele Operațiunii Lvov-Sandomierz.
Pe 28 decembrie 1944 a fost format un guvern provizoriu sub conducerea premierului Béla Miklós. Ungurii care au rămas loiali lui Szálasi au continuat lupta împotriva sovieticilor.
Armata Roșie a încercuit complet Budapesta pe 29 decembrie. A fost declanșată Bătălia de la Budapesta, care a durat până în februarie 1945.  Resturile Armatei I maghiară a fost distrusă la 200 km nord de capitală, în luptele din perioada 1 ianuarie – 16 februarie 1945. 
Pe 20 ianuarie 1945, reprezentanții guvernului provizoriu maghiar au semnat la Moscova armistițiul cu Aliații. Asediul Budapestei s-a încheiat odată cu predarea orașului pe 13 februarie 1945. Germanii au încercat o ultimă operațiune ofensivă în Ungaria – Ofensiva de la lacul Balaton. Această ofensivă s-a încheiat cu un eșec pe 19 martie, când trupele sovietice au recucerit toate teritoriile ocupate de germani în 13 zile de ofensivă.
După această ultimă ofensivă, trupele germane din Ungaria au fost înfrânte în mod definitiv. Resturile Armatei a III-a maghiare au fost distruse în perioada 16 – 25 martie 1945 într-o zonă la 50 km vest de Budapesta. Operațiunile sovietice au fost încheiate din punct de vedere oficial pe 4 aprilie 1945, când ultimele trupe germane au fost alungate de pe teritoriul maghiar. Unele elemente maghiare pronaziste loiale lui Szálasi au continuat lupta alături de germani.

## Urmări
După semnarea Tratatului de pace de la Paris, Ungaria a pierdut toate teritoriile pe care le căpătase între 1938 și 1941. Nici Aliații occidentali, nici Uniunea Sovietică nu au sprijinit vreo schimbare a frontierelor de dinainte de 1939 a Ungariei.
Uniunea Sovietică a anexat în schimb Transcarpatia, care este azi parte a Ucrainei.
Tratatul de pace cu Ungaria  Arhivat în 4 decembrie 2004, la Wayback Machine. semnat pe 10 februarie 1947 afirma că „Deciziile Arbitrajului de la Viena din 2 noiembrie 1938 sunt declarate nule și neavenite”, iar frontierele maghiare erau cele existente la 1 ianuarie 1938, cu excepția unei regiuni neînsemnate ca suprafață de la granița cu Cehoslovacia. Aproximativ jumate din populația maghiară de origine etnică germană a fost deportată în Germania în perioada 1946 – 1948, autoritățile maghiare și cehoslovace au efectuat un schimb forțat de populație.